# Прыжки в воду на летних Олимпийских играх 2024 — синхронная вышка, 10 метров (мужчины)
Соревнования по синхронным прыжкам в воду с 10-метровой вышки среди мужчин на летних Олимпийских играх 2024 года прошли 29 июля 2024 года в Парижском Акватик Центре. 

## Формат соревнований
Соревнования проводятся один круг, в котором каждая пара выполняет по шесть прыжков. По крайней мере один прыжок должен относиться к одной из пяти групп (из передней стойки с вращением вперед; из задней стойки с вращением назад; из передней стойки с вращением назад; из задней стойки с вращением вперед;  с вращением вокруг продольной оси (с винтами)). Шестой прыжок может быть из любой группы, но не может повторять ни один из предыдущих прыжков. Первым двум прыжкам присвоен фиксированный коэффициент сложности 2,0, независимо от их исполнения. Остальным четырем прыжкам присваивается коэффициент сложности, основанный на исходном положении, разбеге, отталкивании, прыжке (полёте), входе в воду. Уровень сложности прыжков не ограничен. Подсчет очков производится коллегией из одиннадцати судей, пять из которых оценивают синхронность, а три – исполнение каждого отдельного прыжка. За каждый прыжок каждый судья выставляет оценку от 0 до 10 с шагом в 0,5 балла. Верхняя и нижняя оценки за синхронность, а также верхняя и нижняя оценки за исполнение для каждого спортсмена не учитываются. Оставшиеся пять баллов суммируются, умножаются на 3/5 и коэффициент сложности, образуя итоговую оценку за прыжок. Шесть оценок за прыжки суммируются, чтобы получить итоговый результат пары.

## Расписание
Время местное (UTC+2)
| Дата                 | Время | Этап  |
| -------------------- | ----- | ----- |
| Понедельник, 29 июля | 11:00 | Финал |

## Призёры
| Золото                         | Серебро                                  | Бронза                                     |
| Китай · Ян Хао · Лянь Цзюньцзе | Великобритания · Том Дейли · Ноа Уильямс | Канада · Райлан Винс · Натан Жомбор-Маррей |

## Результаты
| Место | Спортсмены                      | Страна         | Баллы    | Баллы    | Баллы    | Баллы    | Баллы    | Баллы    | Баллы  |
| Место | Спортсмены                      | Страна         | Прыжок 1 | Прыжок 2 | Прыжок 3 | Прыжок 4 | Прыжок 5 | Прыжок 6 | Сумма  |
| ----- | ------------------------------- | -------------- | -------- | -------- | -------- | -------- | -------- | -------- | ------ |
| 1     | Ян Хао Лянь Цзюньцзе            | Китай          | 56,40    | 57,60    | 85,44    | 95,88    | 91,80    | 103,23   | 490,35 |
| 2     | Том Дейли Ноа Уильямс           | Великобритания | 53,40    | 51,60    | 83,52    | 93,96    | 87,72    | 93,24    | 463,44 |
| 3     | Райлан Винс Натан Жомбор-Маррей | Канада         | 53,40    | 51,60    | 78,72    | 83,52    | 75,48    | 79,68    | 422,13 |
| 4     | Рэндал Вильярс Кевин Берлин     | Мексика        | 50,40    | 48,00    | 81,60    | 74,52    | 78,81    | 85,32    | 418,65 |
| 5     | Алексей Середа Кирилл Болюх     | Украина        | 48,60    | 48,60    | 76,80    | 76,80    | 74,37    | 87,48    | 412,65 |
| 6     | Кэссиел Руссо Домоник Бедгуд    | Австралия      | 51,00    | 48,60    | 76,80    | 72,96    | 64,38    | 81,00    | 394,74 |
| 7     | Тимо Бартель Джейден Айкерман   | Германия       | 49,80    | 47,40    | 74,88    | 66,33    | 61,20    | 64,80    | 364,41 |
| 8     | Гэри Хант Луа Шымчак            | Франция        | 48,00    | 45,00    | 62,10    | 39,60    | 65,28    | 54,60    | 314,58 |